# Hans Portz
Johann „Hans“ Portz (29. Mai 1863 in Eitorf – 31. Dezember 1925 in Köln) war ein deutscher Theaterschauspieler.

## Leben
Er begann seine Bühnenlaufbahn 1881 in Amsterdam, setzte diese 1882 in Krefeld fort, kam 1885 nach Libau, 1886 nach Hanau, 1888 nach Görlitz und wurde 1889 an das Stadttheater Köln verpflichtet, wo er 35 Jahre bis zu seinem Tod tätig war.
Er war in der Klassik, im Volksstück, im modernen Lustspiel und in der Posse gleich zu Hause.
Portz starb 1925 im Alter von 62 Jahren in seiner Kölner Wohnung. Er war verheiratet mit Helene geb. Goubeau.